# Grand Wizard (Ku Klux Klan)

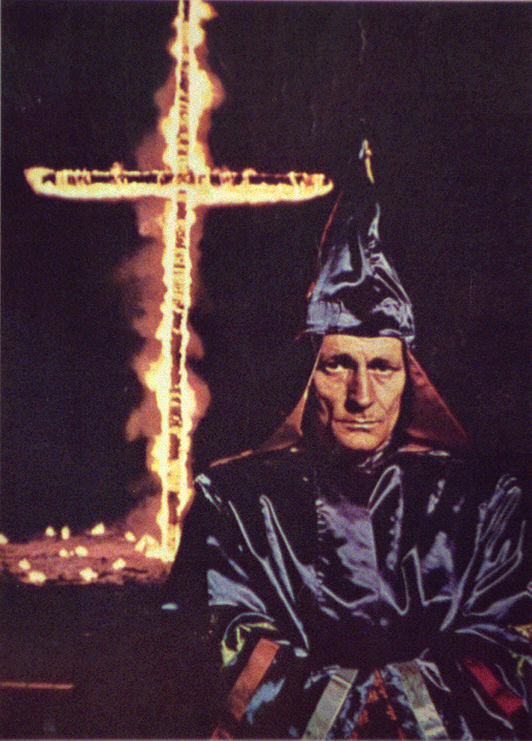
Robert M. Shelton som Imperial Wizard i Ku Klux Klan år 1969.

Grand Wizard (i svensk översättning: högste trollkarl) var fram till 1869 den högsta titeln inom ku klux klan. Den förste som innehade titeln var den första Klanens grundare, den f.d. sydstatsgeneralen Nathan Bedford Forrest. Titeln kom dock delvis att falla ur bruk efter den ursprungliga rörelsens upplösning. I dagens klan är den fortfarande förekommande, om i begränsad form. Istället har titeln ersatts av den modernare "Imperial Wizard" (Kejserlig trollkarl).

## Kända Grand/Imperial Wizards
- Nathan bedford forrest, 1867–1869.
- William J. Simmons, 1915–1922.
- Hiram Wesley Evans, 1922–1939.
- David Duke, 1974–1979/1980.